# 沙赫特 (俄罗斯)
47°41′N 40°15′E / 47.683°N 40.250°E
沙赫特（俄语：Ша́хты）是俄羅斯羅斯托夫州的一個城市，位於該國西南部，首府羅斯托夫東北。2002年人口222,592人。
1867年10月3日建城，時稱戈尔诺耶格鲁舍夫斯科耶（Горное Грушевское）。1881年改稱亚历山德罗夫斯克-格鲁舍夫斯基（Александровск-Грушевский）。1921年1月13日改用現名（其意為「礦坑」）。沙赫特在1920年至1924年属乌克兰苏维埃社会主义共和国。它与塔甘羅格于1924年10月1日被划入俄罗斯苏维埃联邦社会主义共和国。